# ۵۰۴ (قمری)
۵۰۴ (قمری)، پانصد و چهارمین سال در گاهشماری هجری قمری است. اول محرم این سال برابر با بیست و هفتم ژوئیه سال ۱۱۱۰ میلادی است.